# Funny Lady
Funny Lady ist ein US-amerikanischer Spielfilm aus dem Jahre 1975. Er ist die Fortsetzung der erfolgreichen Musical-Verfilmung Funny Girl aus dem Jahre 1968.

## Handlung
New York City in den 1930er Jahren. Fanny Brice ist mittlerweile von Nicky Arnstein geschieden. Die Weltwirtschaftskrise hat auch vor den Theatern am Broadway nicht Halt gemacht, und Fanny hat Probleme, Arbeit zu finden. Mit ihrem Freund und Manager Bobby Moore besucht Fanny Nachtclubs, um neue Songs zu finden, die sie in ihr Repertoire übernehmen kann. Auf einer dieser Touren lernt sie den Nacht-Club-Besitzer und Songschreiber Billy Rose kennen. Dieser beginnt, mit ihr zusammenzuarbeiten. Er produziert ihre Show, stellt sich allerdings als ruinöser Produzent heraus. Nach einer Tournee durch die Provinz haben sie schließlich auch in New York Erfolg. In eine der Vorstellungen kommt auch Nicky Arnstein. Fanny liebt ihn immer noch, muss jedoch feststellen, dass Arnstein mittlerweile mit einer sehr reichen Frau verheiratet ist. Als Billy Rose ihr in dieser Situation einen Heiratsantrag macht, nimmt sie an. Die Ehe steht allerdings unter keinem guten Stern. Billy tut sich schwer mit der Situation, der Ehemann einer berühmten Frau zu sein, was sich immer wieder in Aggressionen entlädt. Fanny verdient das Geld, und Billy lebt seine Frustrationen aus, betrügt seine Ehefrau. Als Fanny ihn mit einer Synchronschwimmerin im Bett erwischt, trennt sie sich von ihm.
Jahre später treffen sie sich wieder. Fanny ist weiterhin der große Gesangsstar, während Billy Rose ein erfolgreicher Geschäftsmann geworden ist. Er hat das alte Ziegfeld-Theater gekauft und schwärmt von einer riesigen Produktion mit Salvador Dalí als Bühnenbildner, Leopold Stokowski als Dirigenten und Fanny im Mittelpunkt der Revue. Fanny verabschiedet sich jedoch von ihm und sagt ihm, sie würde ihn morgen anrufen.

## Hintergrund
Der Film behandelt die vier Jahre lange Ehe der Sängerin Fanny Brice mit dem Songschreiber Billy Rose, der später ein erfolgreicher Broadway-Produzent wurde. Der Film als Folgegeschichte des erfolgreichen Musicals Funny Girl fiel bei Kritik und Publikum durch. Er kommt nicht im Entferntesten an den Vorgänger heran, obwohl auch hier einige großartige Tanzszenen inszeniert wurden. Das Autorenduo John Kander und Fred Ebb schrieb fünf neue Songs für diesen Film; dazu kamen einige Lieder, die zum Repertoire von Fanny Brice gehörten, wie z. B. Me and My Shadow, zu dem Billy Rose den Text verfasst hatte.

## Auszeichnungen
Der Film erhielt fünf Nominierungen für einen Oscar in folgenden Kategorien: Beste Kamera, Bester Song (How Lucky Can You Get von Kander/Ebb), Beste Musik, Beste Kostüme (Ray Aghayan) und Bester Sound.
Für Barbra Streisand und James Caan gab es außerdem eine Golden-Globe-Award-Nominierung. Bei den Verleihungen ging der Film dann allerdings leer aus.